# Европейский институт Саарского университета
Европейский институт Саарского университета (нем. Europa-Institut der Universität des Saarlandes) — учебное заведение, учреждённое в качестве подразделения Саарского университета, готовящее специалистов по вопросам европейской интеграции.

## История создания
Учреждён в 1951 году при поддержке Франции (в частности Лотарингского университета) и при участии известных деятелей того времени, таких как Робер Шуман. Одно из старейших учебных заведений Европы, специализирующихся на изучении процесса европейской интеграции.
Изначальной целью создания института было изучение процесса европейской интеграции. Для института была разработана учебная программа, независимая от учебной программы Саарского университета. Лекции читались видными европейскими политическими деятелями, академиками (среди них, например, известный политик и правовед Андре Филип).
Особый акцент в первые годы работы института делался на сравнительном анализе литературы, философии и истории европейских стран. Право и экономика были второстепенными дисциплинами.
Процессы в Европейском сообществе отразились на программе института, и впоследствии акценты были смещены на экономические, правовые и политические составляющие европейской интеграции.
С 1980 особое внимание уделяется европейскому праву.

## Текущая деятельность
К 2011 году выпускниками института стали более 5 000 студентов из более чем 40 стран.
Программа курса постоянно адаптируется к изменениям, происходящим в Европейском союзе. Учебная программа охватывает курсы европейского и международного права с возможностью выбора специализации по нескольким блокам предметов.

### Программа Магистр европейского права
Институт готовит магистров европейского права (англ. Master of European Law, LL.M.) по годичной очной магистерской программе «Европейская Интеграция» с акцентами на материальном, институционном и процессуальном праве Европейского Союза и Международном праве. Курс включает в себя 2 семестра (9 месяцев) лекций и экзаменов и 3 месяца на написание магистерской диссертации.
Специализации:
- Разрешение международных споров (с 2011 года, преподается на английском языке)
- Международная торговля (на английском языке)
- Европейское экономическое право (на английском языке)
- Европейская защита прав человека (на английском и немецком языках)
- Европейское управление (на английском и немецком языках)
- Европейские СМИ (на немецком языке)
- Европейское частное право (на немецком языке)

Студенты могут выбрать специализацию не более чем в двух областях. Для того, чтобы получить специализацию, необходимо успешно сдать экзамены в выбранных блоках предметов, то есть сдать все обязательные предметы
Институт, как и университет в целом, использует французскую систему оценивания успеваемости: студенты, средний балл которых выше 15, имеют право поступить в докторантуру.

### Программа MBA
Программа «Магистр делового администрирования» (англ. Master of Business Administration, MBA) направлена на изучение европейского рынка. Кандидаты должны свободно владеть английским языком, иметь законченное высшее образование и не менее двух лет опыта работы.
Программа включает в себя 15 учебных блоков (9 месяцев) и написание диссертации (обычно 3 месяца). Имеется возможность заочного обучения (при совмещении с работой), в этом случае курс длится 4 года.
Институт имеет ассоциация выпускников EVER (англ. EVER Alumni Association)

## Директора института
- 1951-1956: Joseph-François Angelloz
- 1956-1958: Heinz Hübner
- 1958-1961: Bernhard Aubin
- 1961-1978: Léontin-Jean Constantinesco
- 1979-1989: Michael R. Will
- 1979-1991: Georg Ress
- 1991-1998: Georg Ress и Торстен Штайн (нем. Torsten Stein)
- 1999-2012: Торстен Штайн и Вернер Менг (нем. Werner Meng)
- 2012-2013: Werner Meng и Thomas Giegerich
- 2012-  : Thomas Giegerich